# Campionati europei di karate 1994
La 29ª edizione del campionato europeo di karate si è svolta a Birmingham nel 1994. Hanno preso parte alla competizione 373 karateka provenienti da 34 paesi.

## Campioni d'Europa

### Kata
| Categoria             | Vincitore         |
| Individuale maschile  | Michaël Milon     |
| Individuale femminile | Cinzia Colaiacomo |
| Squadre maschili      | Francia           |
| Squadre femminili     | Spagna            |

### Kumite
| Categoria              | Vincitore           |
| Fino a 60 kg maschile  | Hakan Yagli         |
| Fino a 65 kg maschile  | Michaël Braun       |
| Fino a 70 kg maschile  | Romain Anselmo      |
| Fino a 75 kg maschile  | Wayne Otto          |
| Fino ad 80 kg maschile | Gilles Cherdieu     |
| Oltre 80 kg maschile   | Oscar Olivares      |
| Open maschile          | Claudio Della Rocca |
| Fino a 53 kg femminile | Sari Laine          |
| Fino a 60 kg femminile | Chiara Stella Bux   |
| Oltre 60 kg femminile  | Sophie Jean-Pierre  |
| Open femminile         | C. Hernandez        |
| Squadre maschili       | Italia              |
| Squadre femminili      | Francia             |